# Campionato mondiale maschile under 17 di calcio 2013
Il Campionato mondiale di calcio Under-17 2013 è stato la quindicesima edizione del torneo internazionale di calcio giovanile. Il torneo si è svolto negli Emirati Arabi Uniti dal 17 ottobre 2013 all'8 novembre 2013. La Nigeria ha vinto il titolo per la quarta volta.

## Città e stadi
| Dubai                                                | Dubai                     | Ras al-Khaima                        | Ras al-Khaima                        | Fujaira               | Fujaira               |
| ---------------------------------------------------- | ------------------------- | ------------------------------------ | ------------------------------------ | --------------------- | --------------------- |
| Al-Rashid Stadium                                    | Al-Rashid Stadium         | Emirates Club Stadium                | Emirates Club Stadium                | Fujairah Club Stadium | Fujairah Club Stadium |
| Capienza:18.000                                      | Capienza:18.000           | Capienza:3.000                       | Capienza:3.000                       | Capienza:5.000        | Capienza:5.000        |
|                                                      |                           |                                      |                                      |                       |                       |
| al-'Ayn Abu Dhabi Dubai Ras al-Khaima Fujaira Sharja |                           |                                      |                                      |                       |                       |
| Abu Dhabi                                            | Abu Dhabi                 | al-'Ayn                              | al-'Ayn                              | Sharja                | Sharja                |
| Stadio Mohammed Bin Zayed                            | Stadio Mohammed Bin Zayed | Sheikh Khalifa International Stadium | Sheikh Khalifa International Stadium | Stadio Sharjah        | Stadio Sharjah        |
| Capienza: 42.056                                     | Capienza: 42.056          | Capienza: 16.000                     | Capienza: 16.000                     | Capienza: 12.000      | Capienza: 12.000      |
|                                                      |                           |                                      |                                      |                       |                       |

## Squadre partecipanti
| Confederazione                                        | Torneo di qualificazione                   | Qualificate                                     |
| ----------------------------------------------------- | ------------------------------------------ | ----------------------------------------------- |
| AFC (Asia)                                            | Campionato asiatico Under-16 2012          | Iran Iraq Giappone Uzbekistan                   |
| CAF (Africa)                                          | Campionato africano Under-17 2013          | Costa d'Avorio Nigeria Marocco Tunisia          |
| CONCACAF (America Centrale, Settentrionale e Caraibi) | Campionato CONCACAF Under-17 2013          | Panama Canada Honduras Messico                  |
| CONMEBOL (Sud America)                                | Campionato sudamericano Under-17 2013      | Argentina Venezuela Brasile Uruguay             |
| OFC (Oceania)                                         | Campionato oceaniano Under-17 2013         | Nuova Zelanda                                   |
| UEFA (Europa)                                         | Campionato europeo di calcio Under-17 2013 | Italia Russia Slovacchia Svezia Austria Croazia |
| Nazione ospitante                                     | Nazione ospitante                          | Emirati Arabi Uniti                             |

## Fase a gironi

### Gruppo A
| Pos. | Squadra             | Pt | G | V | N | P | GF | GS | DR  |
| ---- | ------------------- | -- | - | - | - | - | -- | -- | --- |
| 1.   | Brasile             | 9  | 3 | 3 | 0 | 0 | 15 | 2  | +13 |
| 2.   | Honduras            | 4  | 3 | 1 | 1 | 1 | 4  | 6  | -2  |
| 3.   | Slovacchia          | 4  | 3 | 1 | 1 | 1 | 5  | 8  | -3  |
| 4.   | Emirati Arabi Uniti | 0  | 3 | 0 | 0 | 3 | 2  | 10 | -8  |

| Arbitro: | Marco Rodríguez |

|                                                                 |           |           |
| Mosquito 17’, 31’, 70’ (rig.) Nathan 45+2’, 51’ Caio Rangel 56’ | Marcatori | 68’ Vavro |

| Arbitro: | Gianluca Rocchi |

|             |           |                          |
| Khalfan 33’ | Marcatori | 20’ Medina 86’ Velásquez |

| Arbitro: | Abdulrahman Abdou |

|                     |           |                         |
| Vestenický 48’, 57’ | Marcatori | 20’ Flores 90+2’ Bodden |

| Arbitro: | Mark Clattenburg |

|           |           |                                                               |
| Zayed 89’ | Marcatori | 10’, 33’ Boschilia 41’, 66’ Nathan 73’ Joanderson 84’ Gabriel |

| Arbitro: | Juan Soto |

|                     |           |  |
| Vestenický 36’, 68’ | Marcatori |  |

| Arbitro: | Wolfgang Stark |

|  |           |                             |
|  | Marcatori | 14’, 45’ Boschilia 64’ Caio |

### Gruppo B
| Pos. | Squadra        | Pt | G | V | N | P | GF | GS | DR  |
| ---- | -------------- | -- | - | - | - | - | -- | -- | --- |
| 1.   | Uruguay        | 7  | 3 | 2 | 1 | 0 | 10 | 2  | +8  |
| 2.   | Italia         | 6  | 3 | 2 | 0 | 1 | 3  | 2  | +1  |
| 3.   | Costa d'Avorio | 4  | 3 | 1 | 1 | 1 | 4  | 2  | +2  |
| 4.   | Nuova Zelanda  | 0  | 3 | 0 | 0 | 3 | 0  | 11 | -11 |

| Arbitro: | Wolfgang Stark |

|                                                                            |           |  |
| Méndez 3’ Otormín 37’, 63’ Acosta 49’, 57’ Ospitaleche 75’ Pizzichillo 89’ | Marcatori |  |

| Arbitro: | Néstor Pitana |

|  |           |          |
|  | Marcatori | 46’ Vido |

| Arbitro: | Craig Thomson |

|              |           |           |
| Acosta 90+4’ | Marcatori | 17’ Keita |

| Arbitro: | Elmer Bonilla |

|          |           |  |
| Vido 48’ | Marcatori |  |

| Arbitro: | Abdulrahman Abdou |

|  |           |                             |
|  | Marcatori | 25’, 48’ Bakayoko 87’ Méïté |

| Arbitro: | Khalil Al Ghamdi |

|              |           |                          |
| Parigini 11’ | Marcatori | 15’ Bregonis 64’ Benítez |

### Gruppo C
| Pos. | Squadra    | Pt | G | V | N | P | GF | GS | DR |
| ---- | ---------- | -- | - | - | - | - | -- | -- | -- |
| 1.   | Marocco    | 7  | 3 | 2 | 1 | 0 | 7  | 3  | +4 |
| 2.   | Uzbekistan | 7  | 3 | 2 | 1 | 0 | 4  | 1  | +3 |
| 3.   | Croazia    | 3  | 3 | 1 | 0 | 2 | 3  | 5  | –2 |
| 4.   | Panama     | 0  | 3 | 0 | 0 | 3 | 2  | 7  | –5 |

| Arbitro: | Jair Marrufo |

|           |           |                             |
| Murić 59’ | Marcatori | 27’, 40’ Achahbar 45’ Jaadi |

| Arbitro: | Daniel Bennett |

|  |           |                            |
|  | Marcatori | 68’ Abbosov 76’ Ashurmatov |

| Arbitro: | Norbert Hauata |

|              |           |  |
| Roguljić 26’ | Marcatori |  |

| Fujaira 21 ottobre 2013, ore 20:00 UTC+4 | Uzbekistan  | 0 – 0 referto | Marocco | Fujairah Club Stadium (5.093 spett.)\| Arbitro: \| Raúl Orosco \| |
| Arbitro:                                 | Raúl Orosco |               |         |                                                                   |

| Arbitro: | Elmer Bonilla |

|                                     |           |               |
| Ćaleta-Car 14’ (aut.) Boltaboev 79’ | Marcatori | 28’ Halilović |

| Arbitro: | Pavel Královec |

|                                              |           |                       |
| Bnou Marzouk 30’, 40’ Sakhi 49’ Achahbar 85’ | Marcatori | 20’ Wald 88’ Zorrilla |

### Gruppo D
| Pos. | Squadra   | Pt | G | V | N | P | GF | GS | DR |
| ---- | --------- | -- | - | - | - | - | -- | -- | -- |
| 1.   | Giappone  | 9  | 3 | 3 | 0 | 0 | 6  | 2  | +4 |
| 2.   | Tunisia   | 6  | 3 | 2 | 0 | 1 | 4  | 3  | +1 |
| 3.   | Russia    | 3  | 3 | 1 | 0 | 2 | 4  | 2  | +2 |
| 4.   | Venezuela | 0  | 3 | 0 | 0 | 3 | 2  | 9  | –7 |

| Arbitro: | Khalil Al Ghamdi |

|                                |           |             |
| Jbeli 25’ Ben Larbi 47’ (rig.) | Marcatori | 51’ Márquez |

| Arbitro: | Héber Lopes |

|  |           |          |
|  | Marcatori | 15’ Uryu |

| Arbitro: | Kim Dong-jin |

|           |           |  |
| Gabsi 61’ | Marcatori |  |

| Arbitro: | Badara Diatta |

|                                      |           |               |
| Sugimoto 7’ Watanabe 44’, 78’ (rig.) | Marcatori | 17’ Caraballo |

| Arbitro: | Daniel Bennett |

|  |           |                                            |
|  | Marcatori | 16’ Makarov 39’, 85’ Šejdaev 45+2’ Golovin |

| Arbitro: | Norbert Hauata |

|                          |           |              |
| Sakai 87’ Watanabe 90+3’ | Marcatori | 45+2’ Dräger |

### Gruppo E
| Pos. | Squadra   | Pt | G | V | N | P | GF | GS | DR |
| ---- | --------- | -- | - | - | - | - | -- | -- | -- |
| 1.   | Argentina | 7  | 3 | 2 | 1 | 0 | 7  | 3  | +4 |
| 2.   | Iran      | 5  | 3 | 1 | 2 | 0 | 3  | 2  | +1 |
| 3.   | Canada    | 2  | 3 | 0 | 2 | 1 | 3  | 6  | -3 |
| 4.   | Austria   | 1  | 3 | 0 | 1 | 2 | 4  | 6  | -2 |

| Arbitro: | Slim Jedidi |

|                                |           |                         |
| Hamilton 53’ Roubos 58’ (rig.) | Marcatori | 28’ Horvath 61’ Zivotic |

| Arbitro: | Pavel Královec |

|            |           |             |
| Hashemi 1’ | Marcatori | 15’ Driussi |

| Arbitro: | Héber Lopes |

|              |           |           |
| Hamilton 48’ | Marcatori | 9’ Karimi |

| Arbitro: | Jair Marrufo |

|                                    |           |                            |
| Ibáñez 42’ Ferreyra 51’ Suárez 88’ | Marcatori | 31’ Zivotic 79’ Pellegrini |

| Arbitro: | Mark Clattenburg |

|                               |           |  |
| Ibáñez 45+1’ Sánchez 46’, 75’ | Marcatori |  |

| Arbitro: | Raúl Orosco |

|  |           |             |
|  | Marcatori | 36’ Seyyedi |

### Gruppo F
| Pos. | Squadra | Pt | G | V | N | P | GF | GS | DR  |
| ---- | ------- | -- | - | - | - | - | -- | -- | --- |
| 1.   | Nigeria | 7  | 3 | 2 | 1 | 0 | 14 | 4  | +10 |
| 2.   | Messico | 6  | 3 | 2 | 0 | 1 | 5  | 7  | -2  |
| 3.   | Svezia  | 4  | 3 | 1 | 1 | 1 | 7  | 5  | +2  |
| 4.   | Iraq    | 0  | 3 | 0 | 0 | 3 | 2  | 12 | -10 |

| Arbitro: | Svein Oddvar Moen |

|            |           |                                                      |
| Jaimes 41’ | Marcatori | 33’, 40’, 49’, 70’ Iheanacho 52’ Nwakali 60’ Success |

| Arbitro: | Juan Soto |

|           |           |                                          |
| Salam 54’ | Marcatori | 36’, 67’ Engvall 72’ Salétros 88’ Suljić |

| Arbitro: | Slim Jedidi |

|                                |           |            |
| Díaz 31’ Almanza 41’ Rivas 84’ | Marcatori | 61’ Kareem |

| Arbitro: | Néstor Pitana |

|                                |           |                                    |
| Berisha 11’, 19’ Halvadzic 65’ | Marcatori | 22’ Success 48’ Yahaya 81’ Awoniyi |

| Arbitro: | Gianluca Rocchi |

|                                                         |           |  |
| Muhammed 4’ (rig.) Nwakali 4’ Yahaya 17’, 41’ Obasi 90’ | Marcatori |  |

| Arbitro: | Kim Dong-jin |

|  |           |            |
|  | Marcatori | 86’ Jaimes |

### Confronto tra le terze classificate
|   | Squadra        | Pt | G | V | N | P | GF | GS | DR |
| - | -------------- | -- | - | - | - | - | -- | -- | -- |
| F | Svezia         | 4  | 3 | 1 | 1 | 1 | 7  | 5  | +2 |
| B | Costa d'Avorio | 4  | 3 | 1 | 1 | 1 | 4  | 2  | +2 |
| A | Slovacchia     | 4  | 3 | 1 | 1 | 1 | 5  | 8  | -3 |
| D | Russia         | 3  | 3 | 1 | 0 | 2 | 4  | 2  | +2 |
| C | Croazia        | 3  | 3 | 1 | 0 | 2 | 3  | 5  | -2 |
| E | Canada         | 2  | 3 | 0 | 2 | 1 | 3  | 6  | -3 |

## Fase a eliminazione diretta

### Tabellone
|  | Ottavi di finale           | Ottavi di finale    |                        |   | Quarti di finale          | Quarti di finale          |                        |                        | Semifinali | Semifinali |  |  | Finale | Finale |
|  |                            |                     |                        |   |                           |                           |                        |                        |            |            |  |  |        |        |
|  | 28 ottobre - Sharja        |                     |                        |   |                           |                           |                        |                        |            |            |  |  |        |        |
|  |                            |                     |                        |   |                           |                           |                        |                        |            |            |  |  |        |        |
|  | Honduras                   | 1                   |                        |   |                           |                           |                        |                        |            |            |  |  |        |        |
|  | Honduras                   | 1                   | 1º novembre - Al-'Ayn  |   |                           |                           |                        |                        |            |            |  |  |        |        |
|  | Uzbekistan                 | 0                   |                        |   |                           |                           |                        |                        |            |            |  |  |        |        |
|  | Uzbekistan                 | 0                   | Honduras               | 1 |                           |                           |                        |                        |            |            |  |  |        |        |
|  | 28 ottobre - Sharja        |                     | Honduras               | 1 |                           |                           |                        |                        |            |            |  |  |        |        |
|  |                            | Svezia              | 2                      |   |                           |                           |                        |                        |            |            |  |  |        |        |
|  | Giappone                   | Svezia              | 2                      | 1 |                           |                           |                        |                        |            |            |  |  |        |        |
|  | Giappone                   |                     | 5 novembre - Dubai     | 1 |                           |                           |                        |                        |            |            |  |  |        |        |
|  | Svezia                     | 2                   |                        |   |                           |                           |                        |                        |            |            |  |  |        |        |
|  | Svezia                     | 2                   | Svezia                 | 0 |                           |                           |                        |                        |            |            |  |  |        |        |
|  | 29 ottobre - Ras al-Khaima |                     | Svezia                 | 0 |                           |                           |                        |                        |            |            |  |  |        |        |
|  |                            | Nigeria             | 3                      |   |                           |                           |                        |                        |            |            |  |  |        |        |
|  | Uruguay                    | Nigeria             | 3                      | 4 |                           |                           |                        |                        |            |            |  |  |        |        |
|  | Uruguay                    | 2 novembre - Sharja |                        | 4 |                           |                           |                        |                        |            |            |  |  |        |        |
|  | Slovacchia                 | 2                   |                        |   |                           |                           |                        |                        |            |            |  |  |        |        |
|  | Slovacchia                 | 2                   | Uruguay                | 0 |                           |                           |                        |                        |            |            |  |  |        |        |
|  | 29 ottobre - Al-'Ayn       |                     | Uruguay                | 0 |                           |                           |                        |                        |            |            |  |  |        |        |
|  |                            | Nigeria             | 2                      |   |                           |                           |                        |                        |            |            |  |  |        |        |
|  | Nigeria                    | Nigeria             | 2                      | 4 |                           |                           |                        |                        |            |            |  |  |        |        |
|  | Nigeria                    |                     | 8 novembre - Abu Dhabi | 4 |                           |                           |                        |                        |            |            |  |  |        |        |
|  | Iran                       | 1                   |                        |   |                           |                           |                        |                        |            |            |  |  |        |        |
|  | Iran                       | 1                   | Nigeria                | 3 |                           |                           |                        |                        |            |            |  |  |        |        |
|  | 29 ottobre - Dubai         |                     | Nigeria                | 3 |                           |                           |                        |                        |            |            |  |  |        |        |
|  |                            | Messico             | 0                      |   |                           |                           |                        |                        |            |            |  |  |        |        |
|  | Argentina                  | Messico             | 0                      | 3 |                           |                           |                        |                        |            |            |  |  |        |        |
|  | Argentina                  | 2 novembre - Sharja |                        | 3 |                           |                           |                        |                        |            |            |  |  |        |        |
|  | Tunisia                    | 1                   |                        |   |                           |                           |                        |                        |            |            |  |  |        |        |
|  | Tunisia                    | 1                   | Argentina              | 2 |                           |                           |                        |                        |            |            |  |  |        |        |
|  | 29 ottobre - Fujaira       |                     | Argentina              | 2 |                           |                           |                        |                        |            |            |  |  |        |        |
|  |                            | Costa d'Avorio      | 1                      |   |                           |                           |                        |                        |            |            |  |  |        |        |
|  | Marocco                    | Costa d'Avorio      | 1                      | 1 |                           |                           |                        |                        |            |            |  |  |        |        |
|  | Marocco                    |                     | 5 novembre - Abu Dhabi | 1 |                           |                           |                        |                        |            |            |  |  |        |        |
|  | Costa d'Avorio             | 2                   |                        |   |                           |                           |                        |                        |            |            |  |  |        |        |
|  | Costa d'Avorio             | 2                   | Argentina              | 0 |                           |                           |                        |                        |            |            |  |  |        |        |
|  | 28 ottobre - Abu Dhabi     |                     | Argentina              | 0 |                           |                           |                        |                        |            |            |  |  |        |        |
|  |                            | Messico             | 3                      |   | Finale per il terzo posto | Finale per il terzo posto |                        |                        |            |            |  |  |        |        |
|  | Brasile                    | Messico             | 3                      | 3 | Finale per il terzo posto | Finale per il terzo posto |                        |                        |            |            |  |  |        |        |
|  | Brasile                    | 1º novembre - Dubai | 1º novembre - Dubai    | 3 |                           |                           | 8 novembre - Abu Dhabi | 8 novembre - Abu Dhabi |            |            |  |  |        |        |
|  | Russia                     | 1º novembre - Dubai | 1º novembre - Dubai    | 1 |                           |                           | 8 novembre - Abu Dhabi | 8 novembre - Abu Dhabi |            |            |  |  |        |        |
|  | Russia                     | Brasile             | 1 (10)                 | 1 | Svezia                    | 4                         |                        |                        |            |            |  |  |        |        |
|  | 28 ottobre - Abu Dhabi     | Brasile             | 1 (10)                 |   | Svezia                    | 4                         |                        |                        |            |            |  |  |        |        |
|  |                            | Messico (dcr)       | 1 (11)                 |   | Argentina                 | 1                         |                        |                        |            |            |  |  |        |        |
|  | Italia                     | Messico (dcr)       | 1 (11)                 | 0 | Argentina                 | 1                         |                        |                        |            |            |  |  |        |        |
|  | Italia                     |                     |                        | 0 |                           |                           |                        |                        |            |            |  |  |        |        |
|  | Messico                    | 2                   |                        |   |                           |                           |                        |                        |            |            |  |  |        |        |
|  | Messico                    | 2                   |                        |   |                           |                           |                        |                        |            |            |  |  |        |        |

### Ottavi di finale
| Arbitro: | Néstor Pitana |

|  |           |                      |
|  | Marcatori | 26’ Díaz 90+2’ Ochoa |

| Arbitro: | Badara Diatta |

|                      |           |                         |
| Wahlqvist 56’ (aut.) | Marcatori | 11’ Berisha 36’ Engvall |

| Arbitro: | Khalil Al Ghamdi |

|                                   |           |             |
| Mosquito 72’ Boschilia 80’, 90+2’ | Marcatori | 90’ Makarov |

| Arbitro: | Pavel Královec |

|            |           |  |
| Bodden 74’ | Marcatori |  |

| Arbitro: | Marco Rodríguez |

|                                              |           |                           |
| Otormín 5’, 58’ Méndez 34’ (rig.) Acosta 42’ | Marcatori | 63’ Vestenický 85’ Sipľak |

| Arbitro: | Craig Thomson |

|             |           |                              |
| Marzouk 60’ | Marcatori | 4’ (rig.) Kessie 75’ Ahissan |

| Arbitro: | Svein Oddvar Moen |

|                                    |           |                |
| Ferreyra 2’ Ibáñez 53’ Driussi 73’ | Marcatori | 43’ Haj Hassen |

| Arbitro: | Héber Lopes |

|                                                |           |                |
| Okon 23’ Iheanacho 25’ Muhammed 42’ Yahaya 76’ | Marcatori | 84’ Gholizadeh |

### Quarti di finale
| Arbitro: | Abdulrahman Abdou |

|               |           |                       |
| Velásquez 37’ | Marcatori | 68’ Rakip 74’ Berisha |

| Arbitro: | Svein Oddvar Moen |

|                                                                                                  |                        |                                                                              |
| Nathan 85’                                                                                       | Marcatori              | 80’ Ochoa                                                                    |
| Mosquito Nathan Lucas Danilo Barbosa Pereira Thiago Maia Joanderson Eduardo Marcos Auro Mosquito | Tiri di rigore 10 – 11 | Díaz Ochoa Rivas Aguirre Wbias Granados Tovar Robles Govea Terán Gudiño Díaz |

| Arbitro: | Wolfgang Stark |

|                       |           |                   |
| Ibáñez 6’ Moreira 33’ | Marcatori | 78’ (rig.) Kessie |

| Arbitro: | Jair Marrufo |

|  |           |                  |
|  | Marcatori | 18’, 79’ Awoniyi |

### Semifinali
| Arbitro: | Gianluca Rocchi |

|  |           |                            |
|  | Marcatori | 5’, 21’ Ochoa 86’ Granados |

| Arbitro: | Héber Lopes |

|  |           |                               |
|  | Marcatori | 21’ Awoniyi 80’ Okon 81’ Ezeh |

### Finale 3º posto
| Arbitro: | Badara Diatta |

|                                     |           |                 |
| Berisha 7’, 24’, 57’ Strandberg 20’ | Marcatori | 44’ Compagnucci |

### Finale
| Arbitro: | Craig Thomson |

|                                              |           |  |
| Aguirre 9’ (aut.) Iheanacho 56’ Muhammed 81’ | Marcatori |  |

## Premi individuali
| Pallone d'oro        | Pallone d'argento | Pallone di bronzo |
| -------------------- | ----------------- | ----------------- |
| Kelechi Iheanacho    | Nathan            | Iván Ochoa        |
| Scarpa d'oro         | Scarpa d'argento  | Scarpa di bronzo  |
| Valmir Berisha       | Kelechi Iheanacho | Gabriel Boschilia |
| 7 goal               | 6 goal            | 6 goal            |
| Guanto d'oro         |                   |                   |
| Dele Alampasu        |                   |                   |
| FIFA Fair Play Award |                   |                   |
| Nigeria              |                   |                   |

## Classifica marcatori
| Gol |  |  | Giocatore         | Squadra    |
| --- |  |  | ----------------- | ---------- |
| 7   |  |  | Valmir Berisha    | Svezia     |
| 6   |  |  | Kelechi Iheanacho | Nigeria    |
| 6   |  |  | Gabriel Boschilia | Brasile    |
| 5   |  |  | Nathan            | Brasile    |
| 5   |  |  | Tomáš Vestenický  | Slovacchia |
| 4   |  |  | Taiwo Awoniyi     | Nigeria    |
| 4   |  |  | Mosquito          | Brasile    |
| 4   |  |  | Franco Acosta     | Uruguay    |
| 4   |  |  | Joaquín Ibáñez    | Argentina  |
| 4   |  |  | Musa Yahaya       | Nigeria    |
| 4   |  |  | Iván Ochoa        | Messico    |
| 4   |  |  | Leandro Otormín   | Uruguay    |